# 제1근위기병군단
제1근위기병군단(한국 한자:第一近衛騎兵軍團) 또는 제1근위기병 "지토미르" 군단(러시아어:  1-й гвардейский кавалерийский Житомирский Краснознаменный корпус)은 제2차 세계 대전 당시 편성된 붉은 군대의 기병 군단으로, 독소 전쟁의 주요 전장에서 활약했다. 이 군대는 원래 1922년 편성되어 바르바로사 작전 당시 툴라에서 하인츠 구데리안의 진격을 저지한 제2기병군단을 모체로 하고 있었다. 제1근위기병군단은 제2차 세계 대전 당시 편성된 기병 부대 중 가장 성공적인 기병 부대 중 하나로 평가받고 있다. 
1941년 11월 창설된 이후 제1근위기병군단은 파벨 벨로프의 지휘 하에 기병기계화부대로 재탄생했고, 전차와 곡사포 등이 함께 배치되었다. 부대는 1941년 11월 모스크바 전투 당시 반격 작전을 개시해 하인츠 구데리안의 제2기갑군단을 격퇴하는데 성공했다. 뒤이은 르제프 전투에서 제1근위기병군단은 독일군의 후방을 기습하고 보급선을 교란하는 작전을 벌여 성공을 거두었지만 큰 피해를 입고 물러났다. 1943년 10월부터 제1우크라이나 전선군의 예하로 편제된 뒤, 제1근위기병군단은 빅토르 키릴로비치 바라노프의 지휘 하에 제3차 하리코프 전투, 드네프르-카르파티아 공세, 바그라티온 작전, 비스와-오데르 공세, 베를린 전투 등 다양한 전투에 참여해 선봉 부대로 활약했다. 1945년 프라하 공세를 끝으로 제1근위기병군단은 전투를 종료했다. 1945년 8월 소련-일본 전쟁 당시 소련과 몽골 인민공화국의 여러 기병기계화부대가 일본 제국과 전투를 벌였지만, 제1근위기병군단은 이 전쟁에 참여하지 않았다.
1946년 8월 제1근위기병군단을 비롯한 소련의 여러 기병 부대는 붉은 군대 기병 총사령부로 통합되었다. 1947년 붉은 군대가 소련군으로 이름을 변경하면서 붉은 군대 소속의 모든 기병 부대는 해체되었다.

## 참고

### 내용주
1. ↑  "cavalry"라는 명칭을 가진 부대 중 제2차 세계 대전 당시 실제 기병 부대는 소련, 이탈리아 왕국, 헝가리 왕국 등에서만 운용되었다. 미국은 1934년부터 기병 부대의 말을 전부 장갑차나 전차로 대체했고,[2] 영국은 미국보다 앞선 1929년부터 전간기 내내 기병 부대를 기갑 부대로 대체했다.[3]